# Resultados do Carnaval de Macapá em 2014
Esta e uma lista sobre resultados do Carnaval de Macapá, no ano de 2014. que voltou a ser realizado no carnaval normal, especificamente nos dias 1 e 2 de Março.

## Desfiles

### Grupo Especial
| Posição | Escolas               | Pontos | Ref.        | Classificação ou rebaixamento     |
| ------- | --------------------- | ------ | ----------- | --------------------------------- |
| 1       | Boêmios do Laguinho   | 179.1  | [ 1 ] [ 2 ] | Campeã do carnaval 2014           |
| 2       | Maracatu da Favela    | 178.9  | [ 1 ] [ 2 ] |                                   |
| 3       | Piratas da Batucada   | 178.8  | [ 1 ] [ 2 ] |                                   |
| 4       | Império da Zona Norte | 178.3  | [ 1 ] [ 2 ] |                                   |
| 5       | Piratas Estilizados   | 177.4  | [ 1 ] [ 2 ] |                                   |
| 6       | Solidariedade         | 177.1  | [ 1 ] [ 2 ] | Desce para o Grupo de acesso 2015 |

### Grupo de acesso
| Posição | Escolas               | Pontos | Ref.        | Classificação ou rebaixamento |
| ------- | --------------------- | ------ | ----------- | ----------------------------- |
| 1       | Buritizal             | 178.2  | [ 3 ] [ 4 ] | Sobe para o Especial 2015     |
| 2       | Cidade de Macapá      | 177.7  | [ 3 ] [ 4 ] |                               |
| 3       | Império do Povo       | 177.6  | [ 3 ] [ 4 ] |                               |
| 4       | Emissários da Cegonha | 175.3  | [ 3 ] [ 4 ] |                               |